# IBM Palm Top PC 110
La IBM Palm Top PC 110 es una computadora personal de mano que fue desarrollada conjuntamente por la subsidiaria japonesa de IBM y Ricoh. Fue lanzada exclusivamente en Japón en septiembre de 1995. Utilizaba el microprocesador Intel 80486SX y estaba disponible en tres configuraciones diferentes. Usaba un teclado japonés, podía usarse en una estación de acoplamiento y tenía una conexión de módem. Durante la fase de desarrollo, se redujo el tamaño. Después del lanzamiento, fue recibida positivamente por la cantidad de funciones, pero negativamente por el pequeño teclado.

## Especificaciones
La Palm Top PC 110 medía 158 mm por 133 mm y tenía 33 mm de alto. A pesar de que el chasis está construido con duraluminio, el PC 110 pesaba 630 g con la batería insertada. A diferencia de otras PC de mano de su gama, la batería de la PC 110 era un paquete estándar de iones de litio de 7,2 V (serie NP500) comúnmente utilizado por videocámaras Video8 fabricadas por empresas como Sony y Panasonic. El teclado de 89 teclas se diseñó en formato JIS (Japanese Industrial Standards) para el mercado japonés. Encima hay un pequeño digitalizador que permite al usuario tomar notas escritas a mano en la computadora con un lápiz óptico o bolígrafo. A ambos lados del digitalizador hay botones del mouse para hacer clic con el botón izquierdo y derecho. IBM proporcionó solo un dispositivo de puntero TrackPoint, sin embargo, en el lado izquierdo.

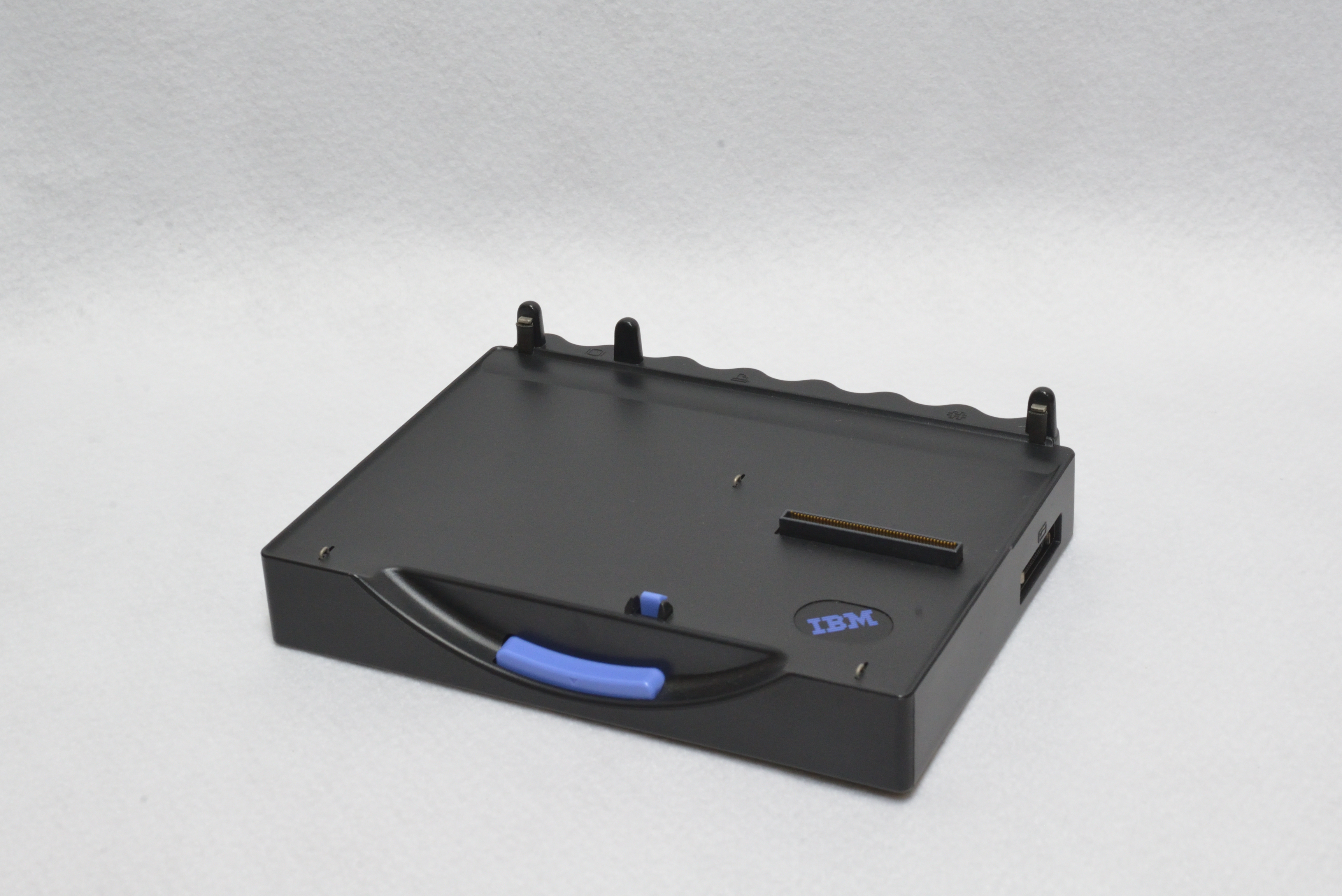
La estación de acoplamiento de la Palm Top PC 110.

Se colocaron en la unidad principal dos ranuras para tarjetas de PC, tanto de tipo I como de II (las dos podrían combinarse en una ranura de tipo III para las tarjetas que ocupan ambas ranuras). IBM ofreció una base de expansión que agregó el conjunto estándar de puertos para el momento, incluidos los de teclado, mouse, paralelo y serie. Como el PC 110 carece de una unidad de disquete interna de 3,5 pulgadas, IBM ofreció una unidad externa; sin embargo, esta unidad solo se puede insertar en la base de expansión opcional.
El PC 110 funcionaba con Intel 486SX, que se basó en el i486 que se lanzó en 1989, con una velocidad de reloj de 33 MHz. La pantalla LCD de matriz pasiva de doble escaneo medía 4,7 pulgadas (11,9 cm) en diagonal con una resolución de 640 × 480 y era capaz de mostrar 256 colores. El controlador de pantalla Chips and Technologies 65535 admitía una resolución de 800 × 600 con 16 colores cuando se suministraba un monitor externo. En lugar de una unidad de disco duro tradicional, la PC 110 contenía 4 MB de memoria flash, preinstalada con la versión japonesa de PC DOS 7.0 y Personaware, un sistema operativo gráfico básico desarrollado por IBM Japón exclusivamente para PC. 110. Además de este chip flash interno, el PC 110 incluía una ranura para tarjeta CompactFlash para almacenamiento externo.
IBM ofreció el PC 110 en tres configuraciones. La primera y menos costosa configuración proporcionó 4 MB de RAM, mientras que las dos últimas duplicaron esa cantidad. La última y más cara configuración proporcionó un disco duro de 260 MB con un encabezado de tarjeta de PC tipo III que ocupaba ambas ranuras para tarjetas de PC en la unidad. Fabricado por Integral Peripherals, este disco duro inicialmente venía preinstalado con la versión japonesa de Windows 3.1x; IBM más tarde lo configuró con Windows 95.

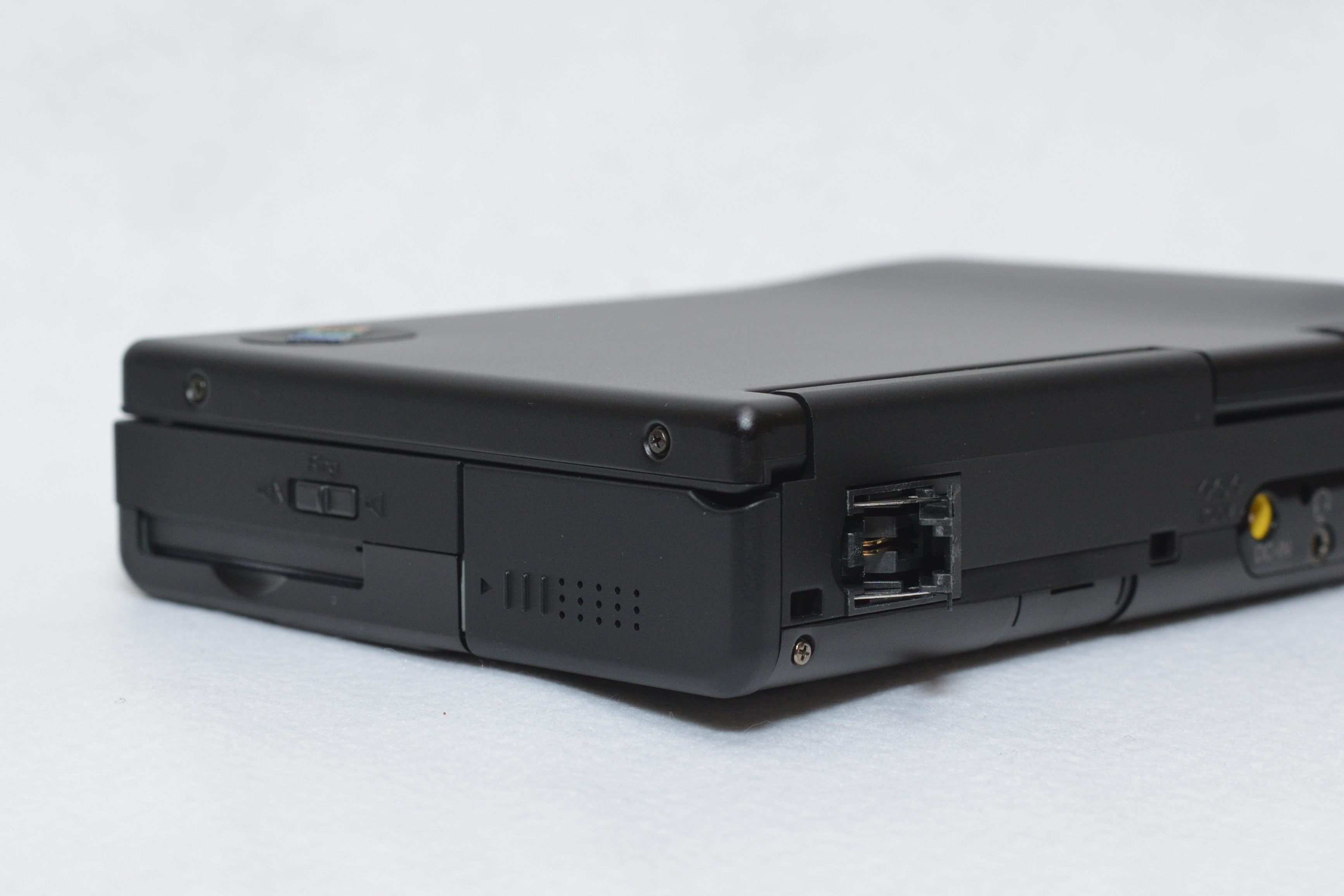
El conector de módem abatible.

El PC 110 viene equipado con un altavoz y un micrófono, ambos alimentados por un chip compatible con Sound Blaster. También tenía un módem de datos de voz incorporado con un conector de módem abatible diseñado conjuntamente por IBM, Ricoh y Hosiden. Este módem admitía la comunicación de voz con el altavoz y el micrófono de la PC 110, que podían reutilizarse como receptor y transmisor respectivamente, convirtiendo efectivamente la PC 110 en un microteléfono. La comunicación por voz también se puede lograr a través de auriculares. Para aumentar sus capacidades multimedia, IBM encargó a Canon la fabricación de una cámara web opcional que se conecta a la PC 110 a través de la ranura para tarjetas de PC.

## Desarrollo
IBM Japón encargó a la empresa de imágenes ópticas Ricoh que desarrollara conjuntamente la Palm Top PC 110, con Tetsuya Kaku como su ingeniero jefe. El PC 110 fue diseñado para ser el sucesor de su popular línea de subportátiles ThinkPad 200. Los primeros prototipos tenían aproximadamente el tamaño de un casete VHS. Los ingenieros pronto ajustaron la carcasa para que fuera mucho más estrecha y gruesa porque observaron que los probadores usaban sus pulgares para escribir con el teclado incorporado y para adaptarse al tamaño de la batería de la videocámara que se usa para alimentar la máquina cuando no está enchufada. El proceso de miniaturizar cada componente de la computadora significaba que el costo de producción era relativamente alto para las computadoras portátiles de su clase. Kaku y compañía se esforzaron por reutilizar las piezas siempre que fuera posible; por ejemplo, la pantalla de 4.7 pulgadas era el mismo panel que se usaba en los receptores GPS con capacidad de color de su época. Se planeó una versión del PC 110 con un módem celular con capacidad CT2, pero nunca se lanzó.

## Marketing y recepción
El PC 110 fue lanzado exclusivamente en Japón en septiembre de 1995. En Japón, IBM utilizó el personaje de superhéroe tokusatsu Ultraman con licencia de su estudio Tsuburaya como mascota publicitaria para la Palm Top PC 110.
Si bien la Palm Top PC 110 fue alabada por integrar muchas funciones en un paquete tan pequeño, la distribución compacta del teclado, así como el tamaño minúsculo de sus teclas individuales, fue mal recibida tanto por los usuarios japoneses como por los periodistas occidentales. Steven Myers, de Computing Japan, lo calificó de «difícil de usar a menos que la unidad esté sobre una mesa, y prácticamente imposible de usar mientras se está de pie». Stephen Manes en The New York Times estuvo de acuerdo, aunque fue capaz de inventar algunos estilos de mecanografía medio decentes de «caza y picoteo» (escribir a dos dedos) con práctica, lo que le permitió escribir su reseña en la propia PC 110. Aparte de esto, los revisores en general quedaron impresionados con la capacidad que los fabricantes pudieron exprimir en un paquete tan pequeño. Myers elogió la alta resolución y la legibilidad de la pantalla LCD, especialmente en comparación con las pantallas monocromáticas de los dispositivos portátiles contemporáneos como el Sharp Zaurus. Para Manes, el hecho de que el PC 110 fuera fundamentalmente compatible con el software de IBM para PC, incluido Windows, lo colocó firmemente por delante de la competencia de Sharp y Psion, aunque el procesador 486SX ejecutó el software más nuevo lentamente. Manes recomendó a IBM incorporar el mecanismo de «teclado de mariposa» del ThinkPad 701 y que agreguen una ranura adicional para PC Card en la unidad principal para permitir una mayor expansión cuando se instale el disco duro de la PC Card.
IBM descontinuó silenciosamente el PC 110 en 1999 con el lanzamiento del WorkPad Z50, un PC portátil con Windows CE. Al celebrar el décimo aniversario de la marca ThinkPad en 2002, Hideo Ishii de PC Watch llamó al PC 110 «adelantado a su tiempo».